# Lorenzo Lotti

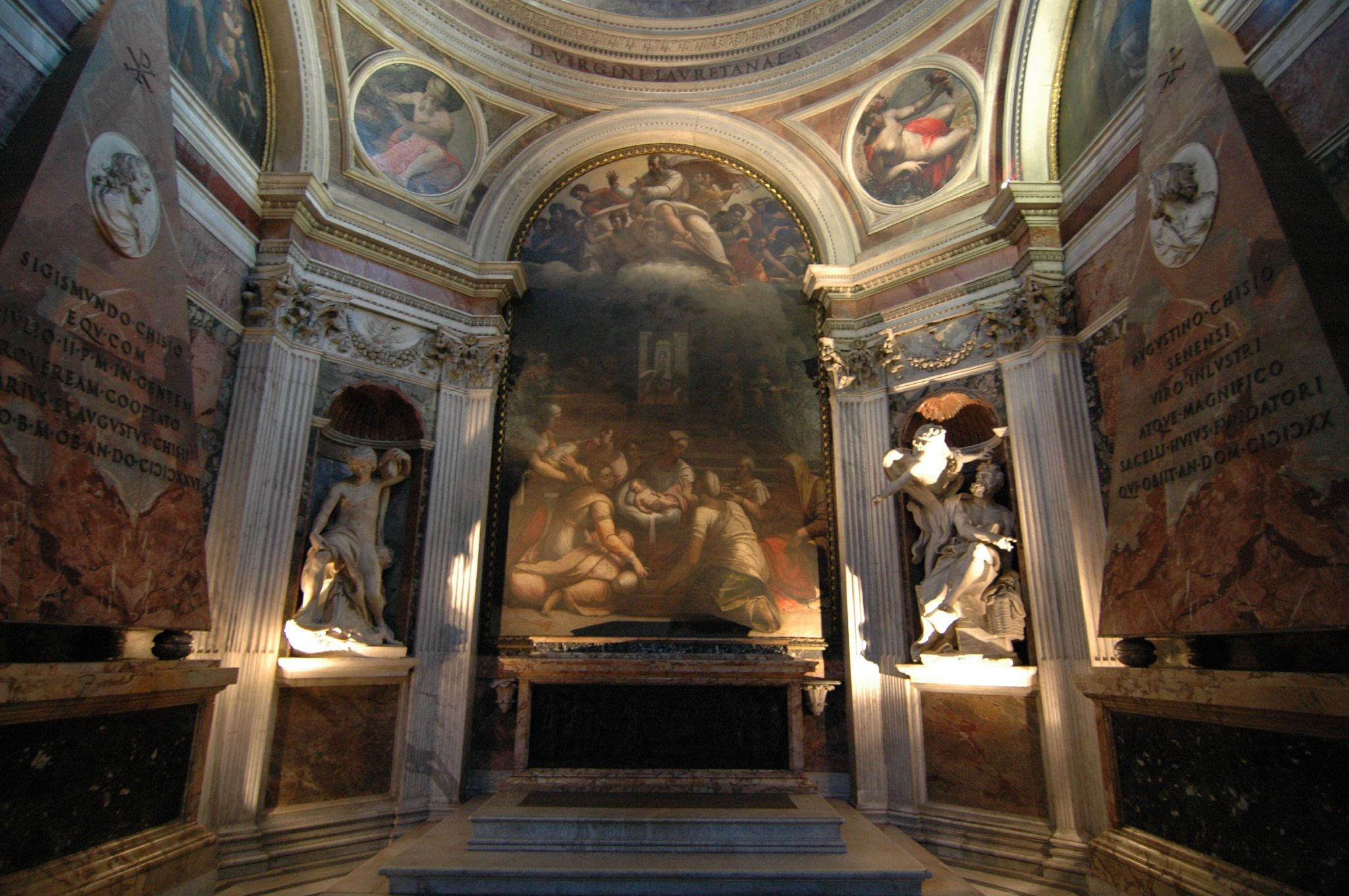
Capilla Chigi en la Basílica de Santa María del Popolo con el Jonás de Lorenzetto a la izquierda del altar.

Lorenzo Lotti, también conocido como Lorenzetto, (Florencia, 1490 – Roma, 1541), nacido Lorenzo di Lodovico di Guglielmo, fue un escultor y arquitecto italiano del Renacimiento, perteneciente al círculo de Rafael.
Nació en Florencia y se casó con la hermana de Giulio Romano, otro pintor, escultor y discípulo de Rafael. Aparece biografiado en Le vite de' più eccellenti pittori, scultori e architettori de Giorgio Vasari.

## Obra escultórica

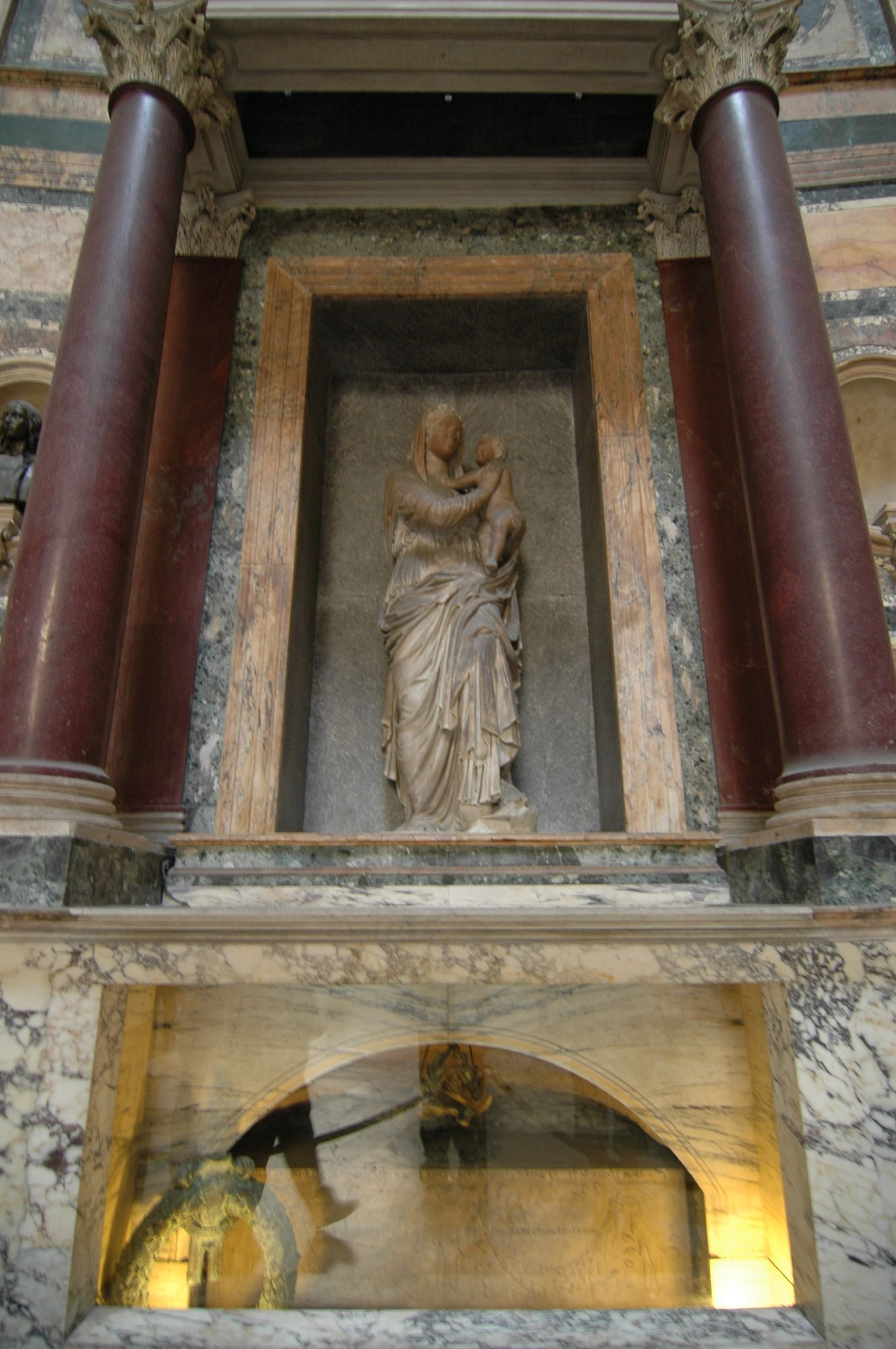
Madonna del Sasso sobre la tumba de Rafael en el Panteón de Roma.

Según Vasari, siendo aún un joven escultor, Lorenzetto terminó el sepulcro del cardenal Niccolò Fortiguerra, comenzado por Andrea del Verrocchio el año 1477 en San Jacopo, en Pistoia.
Una vez en Roma hizo «muchas obras», de las cuales, según Vasari, «no hace falta destacar ninguna».
Por influencia de Rafael, Lorenzetto recibió el encargo de Agostino Chigi para hacer su tumba en Santa María del Popolo, donde había hecho construir una capilla (Capilla Chigi). Según Vasari, Lorenzetto trabajó muy duro en este proyecto, tanto para impressionar Chigi como para quedar bien con Rafael. Con ayuda del joven escultor Raffaello da Montelupo, y empleando dibujos de Rafael (según Vasari), Lorenzetto hizo una estatua de Elías, así como un Jonás desnudo liberado del vientre de la ballena, como a símbolo de la resurrección de los muertos. También fue recomendado por Rafael para hacer unos relieves de bronce para la tumba de Agostino. El relieve de Cristo y la Samaritana fue trasladado a la base del altar por Bernini, a raíz de posteriores reformas en la capilla.
Según Vasari, la muerte casi simultánea de Chigi y Rafael (con una diferencia de cuatro días entre uno y otro, el año 1520) fue la causa del declive de la fortuna de Lorenzetto. Los herederos de Chigi no retiraron las estatuas para la Capilla «durante muchos años» y Lorenzetto «perdió toda esperanza, al ver que habia desaprovechado todo su tiempo y su trabajo».
No obstante consiguió el nuevo trabajo de hacer una estatua para la tumba de Rafael en el Panteón de Roma, obra para la que contó de nuevo con la ayuda de Raffaello da Montelupo. Esta escultura es llamada la Madonna del Sasso (Madre de Dios de la Roca), porque la Virgen apoya un pie sobre una piedra.
El año 1524, Lorenzetto acabó la tumba del poeta Bernardino Cappella en Santo Stefano Rotondo (de nuevo en compañía de Raffaello da Montelupo).
En esta misma época trabajó también en las tumbes de los papas Médici (Clemente VII i León X) en Santa María sopra Minerva (c. 1536) donde se encargó de trabajos secundarios, dado que la obra principal estuvo a cargo de Baccio Bandinelli.

## Obra en San Pedro de Roma
Durante sus últimos años, Lorenzetto fue ayudante de Antonio da Sangallo el Joven como arquitecto y supervisor de la interminable obra de San Pedro del Vaticano bajo el papado de Pablo III. Según Vasari, este fue el trabajo más lucrativo de toda la carrera de Lorenzetto, porque:

Se trabajaba a destajo, a tanto la cana. Y así fue que en pocos años ganó más fama trabajando menos que en todos los años anteriores en que solo unos pocos lo conocían, de forma que Dios, los hombres y la suerte le eran propicios. Si hubiera vivido hoy, se hubiera resarcido de su mala suerte durante todos los años en que tan duramente trabajó. Murió a los cuarenta y siete años, de unas calenturas, el año 1541.